# Альфа (предприятие)
ПО «Альфа» (латыш. Alfa) — советское производственное объединение (ПО), созданное в 1971 году на базе Рижского завода полупроводниковых приборов (РЗПП) и Рижского НИИ микроприборов (РНИИМП). В 1960-е «Альфа» стояла у истоков микроэлектронной промышленности в СССР — там производились первые интегральные схемы.
На пике развития на производственном объединении работало около 10 тыс. человек (1980–е). За досрочное выполнение заданий девятой пятилетки (за 4 года и 2 месяца) и рост производства за эту пятилетку в 3,5 раза производственное объединение в 1976 году было награждено орденом Октябрьской революции. Награду вручил первый секретарь ЦК Компартии Латвии А.Э. Восс.

## История
В 1959 году был создан Рижский завод полупроводниковых приборов — первое предприятие электронной промышленности в Латвии. Вначале завод выпускал диоды, транзисторы и другие компоненты микроэлектроники.
В 1962 году было создано конструкторское бюро № 4, занимавшееся разработкой и исследованиями в области микроэлектроники. 
В 1966 году КБ было преобразовано в Рижский НИИ микроприборов, при котором также было организовано заводское производство микроэлектроники и полупроводниковых приборов.
В 1962 году предприятия радиоэлектронной промышленности Ленинграда и Москвы обратились на завод с просьбой создать полупроводниковую интегральную микросхему, которая должна была стать основой будущих цифровых устройств для ЭВМ.  Были организованы отдел с несколькими лабораториями и опытное производство, на которых были заняты более сотни ИТР и рабочих.  Уже в середине 1962 года были созданы первые опытные образцы, к концу 1962 года поставлено в ленинградский НИИ радиоэлектроники (НИИРЭ) несколько тысяч образцов схем, а с 1963 года счет пошел на десятки тысяч и далее — на миллионы. На первом этапе основным заказчиком был  ленинградский институт по проектированию самолётной аппаратуры, затем подключились и московское КБ–1: на основе этих комплектующих был создан так называемый ЭВМ «Гном», использовавшиеся в авиационных вычислительных комплексах, которыми оснащались целый ряд военных самолетов. 

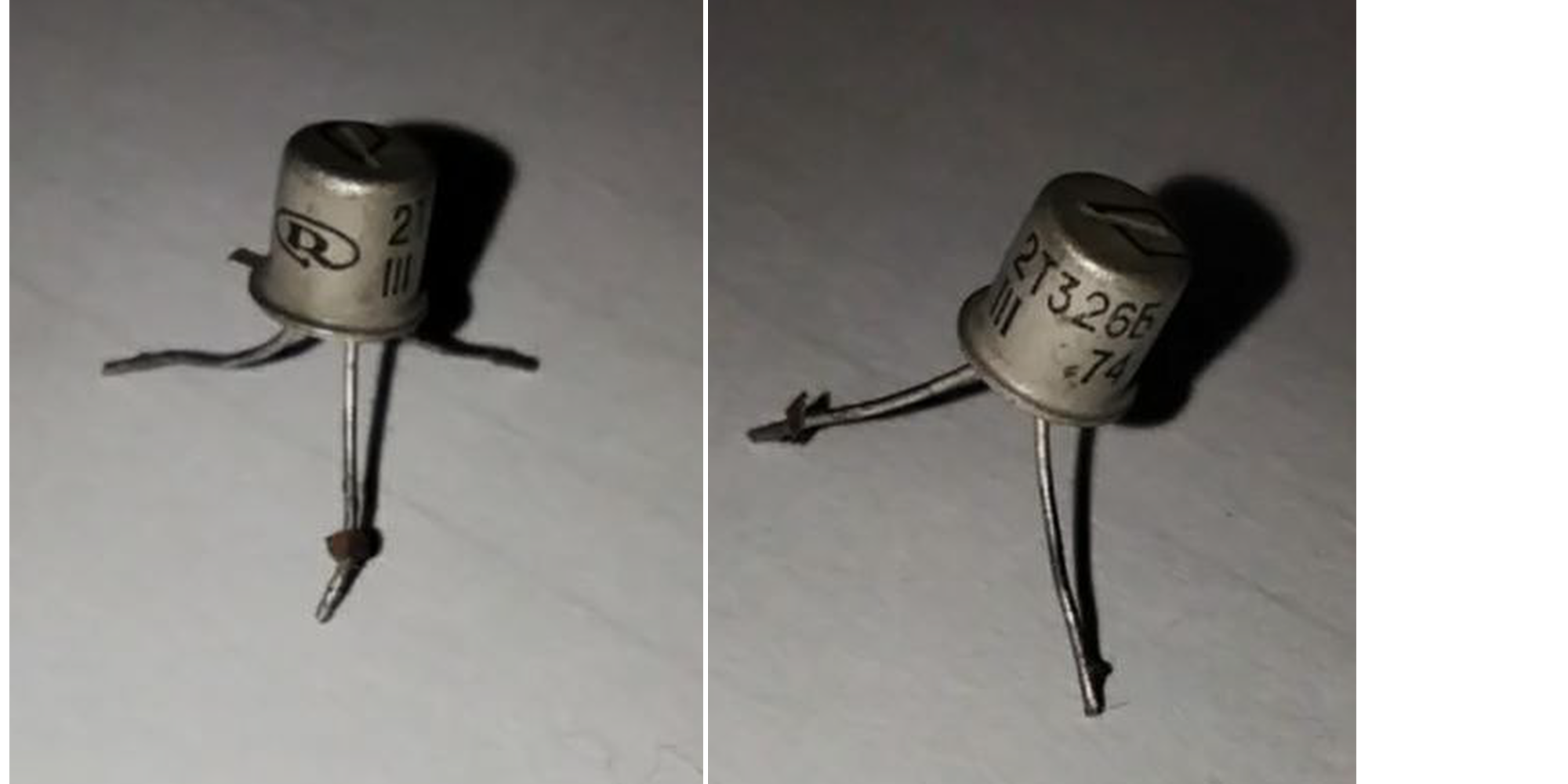
Транзисторы 2Т326Б кремниевые эпитаксиально-планарные структуры p-n-p усилительные для работы на частотах до 400МГц (1974г)

В 1971 году РНИИМП и РЗПП были объединены в ПО «Альфа». В 1977 году завод при НИИ был отделён и получил название «Инвертор».
В 1973 году совместно с лабораторией Э. Гринберга, а затем Л. Кацнельсона в Вычислительном центре Латвийского госуниверситета «Альфа» начала разрабатывать и применять программы электронного моделирования устройств для разработки микросхем.

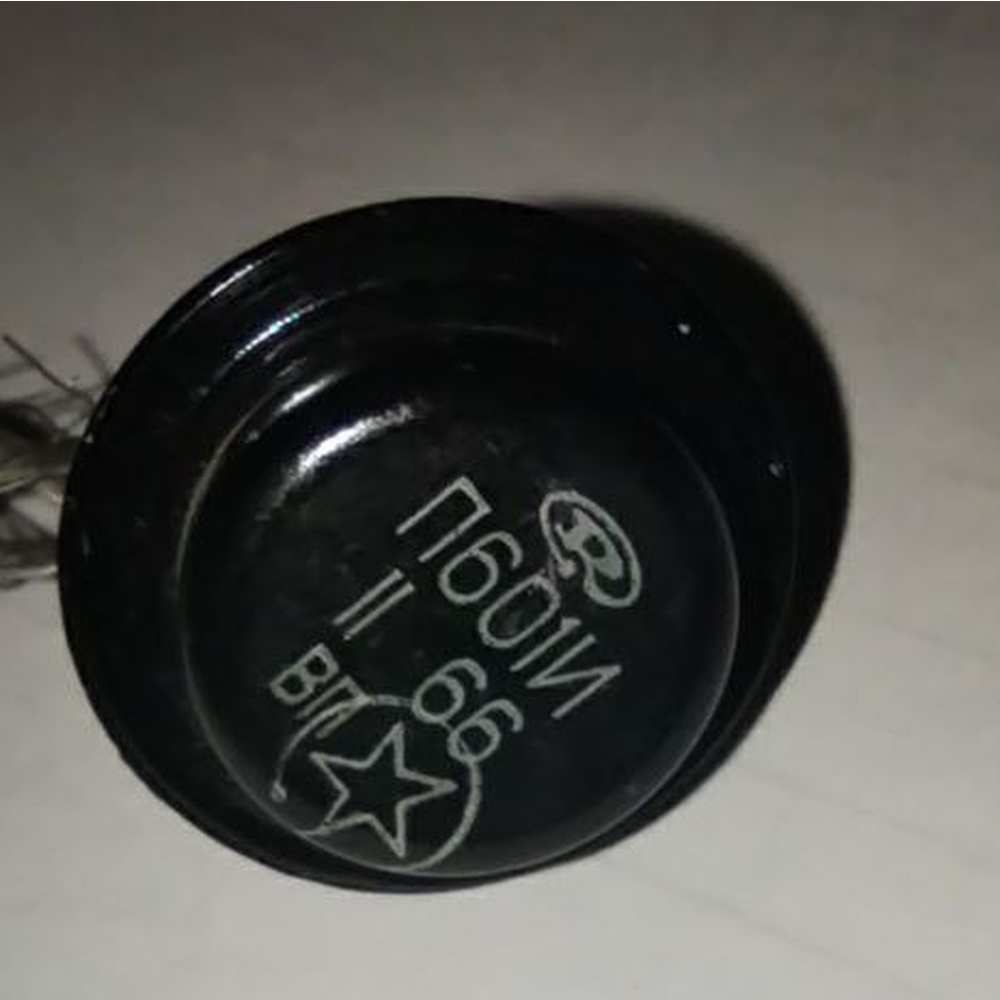
Германиевый конверсионный высокочастотный транзистор П601И для работы на частотах до 20МГц (1966г)

## Современная ситуация
В 1991 году ПО «Альфа» было преобразовано в АО «ALFA», включавшее в себя все три предприятия.  
В 2000 году оно было приватизировано; в результате образовались компании АО «ALFA RPAR» (наследник РЗПП), АО «ALFA RMAZPI» (наследник РНИИМП) и АО «ALFA Invertors». Впоследствии АО «АLFA RMAZPI» было переименовано в AO «RD ALFA» и переняло активы ликвидированного АО «ALFA Invertors». В 2001 году из АО «RD ALFA» было выделено АО «RD Alfa mikroelektronikas departaments», которое стало преемником РНИИМП и «Инвертора».
Основные корпуса завода были проданы норвежской компании «Linstow-Varner», которая в 2001 году открыла там самый большой торговый центр в Латвии.
По состоянию на 2015 год предприятия ведут раздельную хозяйственную деятельность.  
Уставной капитал АО «ALFA RPAR» составляет 2 059 000 евро, на предприятии работает 250 сотрудников;  уставной капитал АО «RD ALFA» — 102 000 евро; уставной капитал АО «RD Alfa mikroelektronikas departaments» — 35 570 евро, на предприятии работают 80 сотрудников.

## Продукция
военная:
- Полупроводниковые приборы: операционные усилители 740, 553 и 153 серий, бескорпусные транзисторы для гибридных микросхем, кремниевые транзисторы 2Т326Б и германиевые П601И (1966 год)Операционный усилитель К553УД1А производства "Альфа"

- радиовзрыватели;

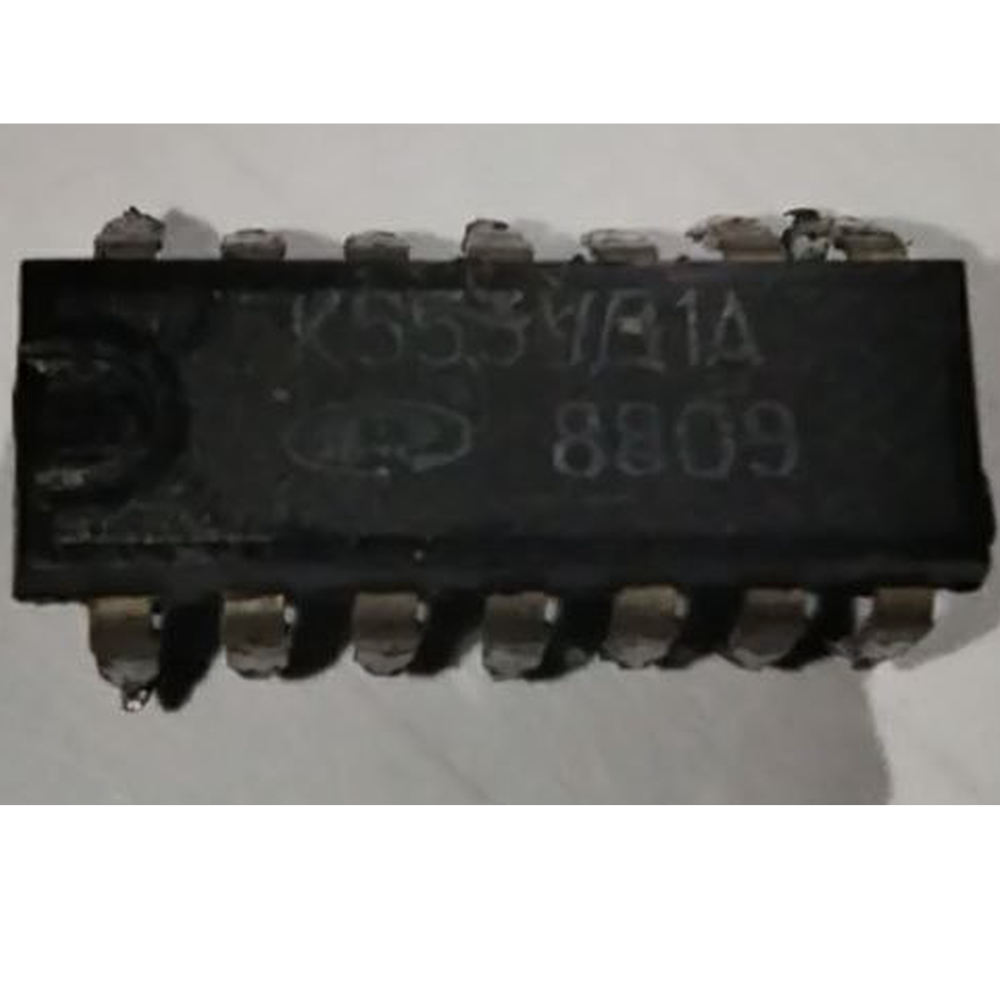
Операционный усилитель К553УД1А производства "Альфа"

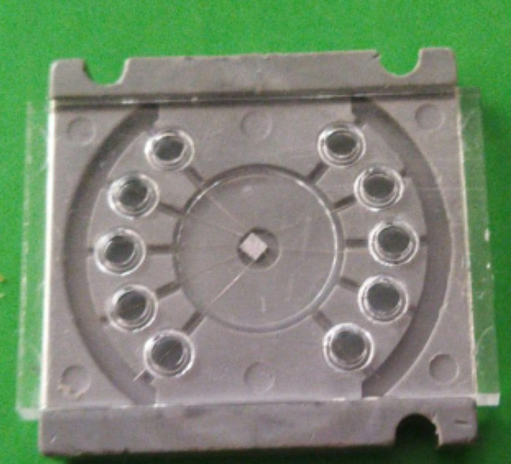
Бескорпусной операционный усилитель 740УД5-1 для гибридных микросхем в сопроводительной таре

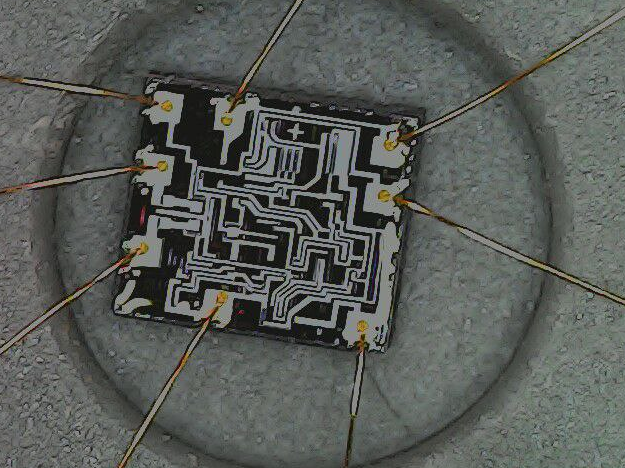
Топология бескорпусного ОУ 740УД5-1

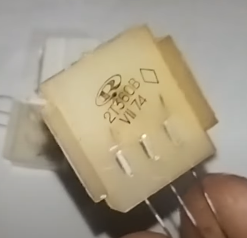
Бескорпусной транзистор 2Т360В для гибридных микросхем, 1974 год, производство "Альфа"

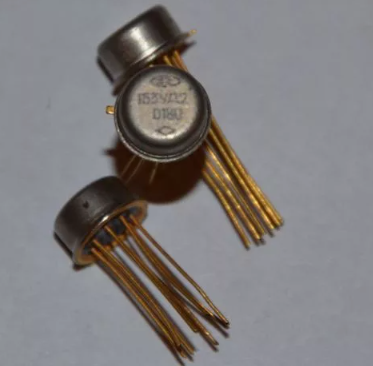
ОУ 153УД2А в корпусе ТО-99

- фильтровая техника; сложные устройства связи и обнаружения.

## Руководители
Директора завода: 
- Сергей Анатольевич Бергман  — с 1959 по 1963 гг.
- Лысенков, Владимир Георгиевич — с 1971 по 1985 гг.
- Олег Григорьевич Мисуркин — август 1985 – сентябрь 1986
- Осокин, Юрий Валентинович — с 1975 г. гл. инженер, в 1989 г. избран на должность генерального директора ПО «Альфа», в 1991–2000 годах — президент АО «Альфа».